# Bett+Bike

Bett+Bike Zertifizierungsschild

Bett+Bike ist ein ADFC-Verzeichnis fahrradfreundlicher Gastbetriebe in Deutschland. Es umfasst derzeit (Stand 2019) über 5800 Einträge in Deutschland und vereinzelt auch in angrenzenden Ländern.
Betrieben wird das Verzeichnis über die ADFC Bett+Bike Service GmbH mit Sitz in Berlin.

## Geschichte
Auf Basis eines seit 1993 von Gründer Wolfgang Reiche zusammen mit dem Fachausschuss Tourismus erarbeiteten Kriterienkatalogs wurde 1995 das erste Verzeichnis fahrradfreundlicher Gastbetriebe, damals noch unter der Bezeichnung Rad & Bett, auf der Internationalen Tourismusbörse in Berlin vorgestellt. Die erste Ausgabe des gedruckten Verzeichnisses umfasste 216 Einträge.

## Kriterien und Kategorien
Über feste Bewertungskriterien werden Gastbetriebe hinsichtlich ihrer Eignung als fahrradfreundliche Unterkünfte bewertet und zertifiziert. Zu diesen Kriterien gehören:
- Einzelübernachtungen buchbar

- sichere Fahrradabstellmöglichkeiten

- Trocknungsmöglichkeit für nasse Fahrradbekleidung
- Frühstücksangebot
- Infos zur näheren Umgebung
- Werkzeug für kleinere Reparaturen

Durch Zusatzkriterien bezüglich Art und Lage der Unterkunft kann eine weitere Kategorisierung erfolgen:
- Bett+Bike Unterkunft
- Bett+Bike Camping
- Bett+Bike Ferienwohnung
- Bett+Bike E-Bike
- Bett+Bike City

Die Zertifizierung ist für Unternehmen kostenpflichtig und gilt jeweils für zwei Jahre. Zertifizierte Betriebe werden in gedruckten Regionalverzeichnissen sowie über das Online-Portal bettundbike gelistet und lassen sich über eine Mobil-App von Radreisenden von unterwegs finden.